# Státní rada Čínské lidové republiky
Státní rada Čínské lidové republiky (čínsky v českém přepisu Čung-chua žen-min kung-che-kuo kuo-wu-jüan, pchin-jinem Zhōnghuá Rénmín Gònghéguó Guówùyuàn, znaky zjednodušené 中华人民共和国国务院, tradiční 中華人民共和國國務院), ústavně souznačná s Ústřední lidovou vládou Čínské lidové republiky, je nejvyšším výkonným orgánem a vrcholným orgánem státní správy Čínské lidové republiky. V jejím čele stojí premiér Čínské lidové republiky.
Předseda Státní rady, premiér, je navržen prezidentem Čínské lidové republiky, a poté schválen Všečínským shromážděním lidových zástupců; následně on sám navrhuje zbytek členů, které rovněž schválí Všečínské shromáždění lidových zástupců. V současnosti má Státní rada 35 členů. Kromě předsedy také místopředsedy, státní poradce, ministry zodpovědné za jednotlivá ministerstva a komise, generálního sekretáře a vedoucího sekretariátu. Státní rada se jako celek zodpovídá Všečínskému shromáždění lidových zástupců, které i může měnit její složení. Demise premiéra přitom neznamená demisi Státní rady jako celku.
Funkční období Státní rady odpovídá funkčnímu období Všečínského shromáždění lidových zástupců. Členové Státní rady mohou danou funkci zastávat jen ve dvou obdobích.
V souladu s Ústavou Čínské lidové republiky má Státní rada plnou moc nad státní i místní správou a má také zákonodárnou iniciativu. Státní rada také zřizuje kontrolní orgán, který prostřednictvím auditu kontroluje příjmy a výdaje všech útvarů Státní rady a místních samospráv na různých úrovních a příjmy a výdaje všech finančních a peněžních organizací, podniků a institucí státu.
Počet členů státní rady určuje Všečínské shromáždění lidových zástupců. Například k roku 2013 jich bylo 36: Kromě premiéra ještě čtyři vicepremiéři, pět státních poradců a zbytek ministři jednotlivých ministerstev.

## Funkce a pravomoci Státní rady podle ústavy
- přijímat správní opatření, přijímat správní pravidla a předpisy a vydávat rozhodnutí a nařízení v souladu s ústavou a zákony[3]
- předkládat návrhy Všečínskému shromáždění lidových zástupců nebo jeho Stálému výboru
- formulovat úkoly a povinnosti ministerstev a komisí Státní rady, jednotné vedení ministerstev a komisí
- vypracovat a implementovat plán národního hospodářského a sociálního rozvoje a státního rozpočtu
- řídit a spravovat hospodářské záležitosti a rozvoj měst a venkova
- řídit a spravovat záležitosti vzdělávání, vědy, kultury, veřejného zdraví, tělesné kultury a plánovaného rodičovství
- řídit a spravovat občanské záležitosti, veřejnou bezpečnost, soudní správu, správní dozor a další související záležitosti
- vést zahraniční záležitosti a uzavírat smlouvy a dohody se zahraničními státy
- řídit a spravovat budování národní obrany
- řídit a spravovat záležitosti týkající se národností a chránit rovnoprávnost národnostních menšin a právo na autonomii autonomních oblastí
- chránit legitimní práva a zájmy čínských státních příslušníků pobývajících v zahraničí a chránit zákonná práva a zájmy navrácených Číňanů a jejich rodinných příslušníků
- měnit nebo anulovat nevhodná rozhodnutí, příkazy, směrnice a předpisy vydané ministerstvy, komisemi nebo místními orgány státní správy na různých úrovních
- v souladu s ustanoveními zákona rozhodovat o vstupu do stavu nouze v částech provincií, autonomních regionů a obcí přímo pod ústřední vládou
- zkoumat a rozhodovat o velikosti správních orgánů a v souladu s ustanoveními zákona jmenovat nebo odvolat správní úředníky, školit je, posoudit jejich výkon a odměnit či potrestat je
- vykonávat další funkce a pravomoci, které mu může Všečínské shromáždění lidových zástupců nebo jeho stálý výbor udělit

## Členové

### Výkonný výbor Státní rady
| #  | Portrét | Jméno                                    | Vládní funkce                                 | Strana | Strana  | Stranické funkce                                                                                                |
| -- | ------- | ---------------------------------------- | --------------------------------------------- | ------ | ------- | --- |
| 1  |         | Li Čchiang 李强                          | Premiér                                       |        | KS Číny | Člen stálého výboru 20. politbyra ÚV KS Číny                                                                    |
| 2  |         | Ting Süe-siang 丁薛祥                    | První vicepremiér                             |        | KS Číny | Člen stálého výboru 20. politbyra ÚV KS Číny                                                                    |
| 3  |         | Che Li-feng 何立峰                       | Vicepremiér                                   |        | KS Číny | Člen 20. politbyra ÚV KS Číny                                                                                   |
| 4  |         | Čang Kuo-čching 张国清                   | Vicepremiér                                   |        | KS Číny | Člen 20. politbyra ÚV KS Číny                                                                                   |
| 5  |         | Liou Kuo-čung 刘国中                     | Vicepremiér                                   |        | KS Číny | Člen 20. politbyra ÚV KS Číny                                                                                   |
| 6  | –       | post uprázdněn                           | Státní poradce Ministr národní obrany         |        |         | |
| 7  |         | Generální komisař Wang Siao-chung 王小洪 | Státní poradce Ministr veřejné bezpečnosti    |        | KS Číny | Tajemník Sekretariátu ÚV KS Číny Zástupce tajemníka Ústřední komise pro kontrolu disciplíny Člen 20. ÚV KS Číny |
| 8  |         | Wu Čeng-lung 吴政隆                      | Státní poradce Generální tajemník Státní rady |        | KS Číny | Člen 20. ÚV KS Číny                                                                                             |
| 9  |         | Šen I-čchin 谌贻琴                       | Státní poradkyně                              |        | KS Číny | Člen 20. ÚV KS Číny                                                                                             |
| 10 | –       | post uprázdněn                           | Státní poradce                                |        |         | |

### Plenární zasedání
Plenárnímu zasedání Státní rady předsedá premiér, účastní se jej vicepremiéři, státní poradci, ministři pověření řízením ministerstev a komisí (příp. výborů), guvernér Čínské lidové banky, generální auditor a generální tajemník Státní rady. Obvykle se koná dvakrát ročně a v případě potřeby mohou být k účasti přizváni i nečlenové.

## Organizační struktura

### Hlavní kancelář Státní rady
- Generální tajemník Státní rady
  - Zástupce generálního tajemníka Státní rady

### Jednotlivá ministerstva a jiné útvary Státní rady
| #  | Logo | Název ministerstva/útvaru                                                  | Rok vzniku                            | Současný ministr/ředitel                                                              | Strana | Strana             | Nadřízený ministra |
| -- | ---- | -------------------------------------------------------------------------- | ------------------------------------- | ------------------------------------------------------------------------------------- | ------ | ------------------ | --- |
| 1  |      | Ministerstvo zahraničních věcí 外交部                                      | 1949 (ÚLV) 1954 (ČLR)                 | Wang I 王毅 Ministr zahraničních věcí                                                 |        | KS Číny            | Generální tajemník Si Ťin-pching (předseda Ústřední komise pro zahraniční věci) ∟ Wang I (on sám jako ředitel Kanceláře Ústřední komise pro zahraniční věci) |
| 2  |      | Ministerstvo národní obrany 国防部                                         | 1954                                  | –                                                                                     |        |                    | Generální tajemník Si Ťin-pching (předseda Ústřední vojenské komise)                                                                                         |
| 3  |      | Národní rozvojová a reformní komise 国家发展和改革委员会                   | 2003                                  | Čeng Šan-ťie 郑栅洁 Předseda Národní rozvojové a reformní komise                      |        | KS Číny            | Vicepremiér Ting Süe-siang |
| 4  |      | Ministerstvo školství 教育部                                               | 1949 (ÚLV) 1954 (ČLR)                 | Chuaj Ťin-pcheng 怀进鹏 Ministr školství                                              |        | KS Číny            | Vicepremiér Ting Süe-siang |
| 5  |      | Ministerstvo pro vědu a technologie 科学技术部                             | 1998                                  | Jin Che-ťün 阴和俊 Ministr pro vědu a technologie                                     |        | KS Číny            | Vicepremiér Ting Süe-siang |
| 6  |      | Ministerstvo průmyslu a informatizace 工业和信息化部                       | 2008                                  | Ťin Čuang-lung 金壮龙 Ministr průmyslu a informatizace                                |        | KS Číny            | Vicepremiér Čang Kuo-čching |
| 7  |      | Státní komise pro národnostní záležitosti 国家民族事务委员会               | 1949 (ÚLV) 1954 (ČLR)                 | Čchen Siao-ťiang 陈小江 Ředitel Státní komise pro národnostní záležitosti             |        | KS Číny            | Š’ Tchaj-feng (vedoucí oddělení jednotné fronty ústředního výboru Komunistické strany Číny)                                                                  |
| 8  |      | Ministerstvo veřejné bezpečnosti 公安部                                    | 1949 (ÚLV) 1954 (ČLR)                 | Generální komisař Wang Siao-chung 王小洪 Státní poradce a ministr veřejné bezpečnosti |        | KS Číny            | Čchen Wen-čching (tajemník politické a právní komise ústředního výboru Komunistické strany Číny)                                                             |
| 9  |      | Ministerstvo státní bezpečnosti 国家安全部                                 | 1983                                  | Generální komisař Čchen I-sin 陈一新 Ministr státní bezpečnosti                       |        | KS Číny            | Čchen Wen-čching (tajemník politické a právní komise ústředního výboru Komunistické strany Číny)                                                             |
| 10 |      | Ministerstvo pro občanské záležitosti 民政部                               | 1978                                  | Tchang Teng-ťie 唐登杰 Ministr pro občanské záležitosti                               |        | KS Číny            | Státní poradkyně Šen I-čchin |
| 11 |      | Ministerstvo spravedlnosti 司法部                                          | 1949 (ÚLV) 1954 (ČLR) 1979 (obnoveno) | Che Žung 贺荣 Ministryně spravedlnosti                                                |        | KS Číny            | Čchen Wen-čching (tajemník politické a právní komise ústředního výboru Komunistické strany Číny)                                                             |
| 12 |      | Ministerstvo financí 财政部                                                | 1949 (ÚLV) 1954 (ČLR)                 | Lan Fo-an 蓝佛安 Ministr financí                                                      |        | KS Číny            | Vicepremiér Ting Süe-siang |
| 13 |      | Ministerstvo lidských zdrojů a sociálního zabezpečení 人力资源和社会保障部 | 2008                                  | Wang Siao-pching 王晓萍 Ministr lidských zdrojů a sociálního zabezpečení              |        | KS Číny            | Státní poradkyně Šen I-čchin |
| 14 |      | Ministerstvo přírodních zdrojů 自然资源部                                  | 2018                                  | Wang Kuang-chua 王广华 Ministr přírodních zdrojů                                      |        | KS Číny            | Vicepremiér Ting Süe-siang |
| 15 |      | Ministerstvo ekologie a životního prostředí 生态环境部                     | 2018                                  | Chuang Žun-čchiou 黄润秋 Ministr ekologie a životního prostředí                       |        | Společnost 3. září | Vicepremiér Ting Süe-siang |
| 16 |      | Ministerstvo pro bydlení a rozvoj měst a venkova 住房和城乡建设部          | 2008                                  | Ni Chung 倪虹 Ministr pro bydlení a rozvoj měst a venkova                             |        | KS Číny            | Vicepremiér Che Li-feng |
| 17 |      | Ministerstvo dopravy 交通运输部                                            | 2008                                  | Li Siao-pcheng 李小鹏 Ministr dopravy                                                 |        | KS Číny            | Vicepremiér Che Li-feng |
| 18 |      | Ministerstvo vodních zdrojů 水利部                                         | 1949 (ÚLV) 1954 (ČLR)                 | Li Kuo-jing 李国英 Ministr vodních zdrojů                                             |        | KS Číny            | Vicepremiér Liou Kuo-čung |
| 19 |      | Ministerstvo zemědělství a venkova 农业农村部                              | 2018                                  | Tchang Žen-ťien 唐仁健 Ministr zemědělství a venkova                                  |        | KS Číny            | Vicepremiér Liou Kuo-čung |
| 20 |      | Ministerstvo obchodu 商务部                                                | 2003                                  | Wang Wen-tchao 汪文涛 Ministr obchodu                                                 |        | KS Číny            | Vicepremiér Che Li-feng |
| 21 |      | Ministerstvo kultury a turismu 文化和旅游部                                | 2018                                  | Chu Che-pching 胡和平 Ministr kultury a turismu                                       |        | KS Číny            | Li Šu-lej (vedoucí oddělení propagandy ústředního výboru Komunistické strany Číny)                                                                           |
| 22 |      | Národní zdravotní výbor 国家卫生健康委员会                                 | 2018                                  | Ma Siao-wej 马晓伟 Ředitel Národního zdravotního výboru                               |        | KS Číny            | Vicepremiér Liou Kuo-čung |
| 23 |      | Ministerstvo pro záležitosti veteránů 退役军人事务部                       | 2018                                  | Pchej Ťin-ťia 裴金佳 Ministr pro záležitosti veteránů                                 |        | KS Číny            | Státní poradkyně Šen I-čchin |
| 24 |      | Ministerstvo krizového řízení 应急管理部                                   | 2018                                  | Wang Siang-si 王祥喜 Ministr krizového řízení                                         |        | KS Číny            | Vicepremiér Čang Kuo-čching |
| 25 |      | Čínská lidová banka 中国人民银行                                           | 1948                                  | I Kang 易纲 Guvernér Čínské lidové banky                                              |        | KS Číny            | Vicepremiér Ting Süe-siang |
| 26 |      | Národní kontrolní úřad 审计署                                              | 1983                                  | Chou Kchaj 侯凯 Generální auditor Národního kontrolního úřadu                         |        | KS Číny            | Premiér Li Čchiang ∟ Vicepremiér Ting Süe-siang |

### Zvláštní organizace přímo podřízené Státní radě
Na úrovni ministerstva
- Komise Státní rady pro dohled a správu státního majetku (国务院国有资产监督管理委员会)

### Organizace přímo podřízené Státní radě
Na úrovni ministerstva
- Generální celní správa (中华人民共和国海关总署)
- Státní daňová správa (国家税务总局)
- Státní správa pro tržní regulaci (国家市场监督管理总局)
- Národní správa rozhlasu a televize (国家广播电视总局)
- Generální správa sportu (国家体育总局)
- Kancelář poradců Státní rady (国务院参事室)

Pod úrovní ministerstva
- Národní statistický úřad (国家统计局)
- Čínská agentura pro mezinárodní rozvojovou spolupráci (国家国际发展合作署)
- Národní správa zdravotního pojištění (国家医疗保障局)
- Státní správa vládních úřadů (家机关事物管理局)

### Administrativní kanceláře podřízené Státní radě
Na úrovni ministerstva
- Kancelář Státní rady pro záležitosti Hongkongu a Macaa (国务院港澳事务办公室)
- Výzkumný úřad Státní rady (务院研究室)

Vyhrazené názvy (dříve na úrovni ministerstva)
- Kancelář Státní rady pro záležitosti zámořských Číňanů (国务院侨务办公室)
- Kancelář Státní rady pro záležitosti Tchaj-wanu (国务院台湾事务办公室)
- Státní internetová informační kancelář (国家互联网信息办公室)
- Zpravodajská kancelář Státní rady (国务院新闻办公室)